# Бенкулен
Бенкулен (англ. Bencoolen) — британское владение на Западной Суматре в XVII-XIX вв. Приобретено английской Ост-Индской компанией у местных правителей в качестве торговой фактории в 1685 году. Владение охватывало большую территорию вокруг построенного на реке Бенкулен форта Йорк (1690). В 1719 году англичанам из-за выступлений местного населения пришлось временно покинуть форт и бежать через Батавию в Индию. В связи с низким производством пряностей и практически монопольным господством голландцев на Малайском архипелаге роль Бенгкулена как торговой фактории снижалась. Положение не смог изменить своими реформами и Т. С. Раффлз, бывший здесь губернатором с 1818 по 1824 год. В 1825 году на основе Англо-голландского соглашения 1824 года передан голландцам в обмен на Малакку.